# Drosophila quadrisetae
Drosophila quadrisetae är en tvåvingeart som beskrevs av Elmo Hardy 1965. Drosophila quadrisetae ingår i släktet Drosophila och familjen daggflugor.
Artens utbredningsområde är Hawaii.